# 語言復興
語言復興（language revitalization; language revival; reversing language shift;  revivalistics），是指通過熱心人士的運動、政府的語言政策等各種手段實現某種瀕危語言或死語的復興。一個最著名的例子是希伯來語從死語恢復到以色列人日常用語的案例。其他的例子也包括了政府對瀕危語言的拯救，諸如愛爾蘭共和國振興愛爾蘭語，但是收效甚微。

## 世界各地的語言復興運動
在全球範圍來看，已經有超過750種語言滅絕，還有許多語言也只有少數的使用者。聯合國估計，目前世界上現存語言中，有一半的語言只有不到一萬名使用者，四分之一的語言只有不到一千名使用者，並且除非採取有效措施，否則在一個世紀之内這些語言都要滅亡。
瀕危語言基金會是一個致力於對瀕危語言的保護和復興努力的基金會。

### 歐洲
19世紀和20世紀早期，歐洲國家（如法國和意大利）通過政治和教育推廣標準語的方式壓制地方語。而20世紀后半葉，隨著民族主義和人權運動的興起，許多地方語甚至都爭取到了官方語言的地位。

#### 聯合王國（英國）

##### 威爾斯
1962年，威爾斯語言社團成立，以促進威爾斯語的語言權利。1982年威爾斯語電視台S4C成立。1993年威爾斯語言法案進一步規定威爾斯語在公部門使用的平等。2011年的威爾斯語言（威爾斯）措施指定威爾斯語為威爾斯法律上 (de jure) 的官方語言。
根據對310萬威爾斯居民的2011年聯合王國普查，其中27% (837,000)生於威爾斯之外，其中 73%（220萬）調查反映不會用威爾斯語。三歲以上的威爾斯居民中，19% (562,000) 經調查可以說威爾斯語，其中 77% 能說、讀、寫。（431,000人，佔總人口 15%）。和2001年普查相比，彼時人口的 20.8% 調查能說威爾斯語。威爾斯三歲以上的居民中有 787,854  人 (26.7%) 有至少一種威爾斯語的能力。在 2004到2006年的調查，57% （315,000人）的威爾斯使用者自述能流利使用書面語。據估計英格蘭有11萬到15萬人說威爾斯語。

#### 愛爾蘭共和國
愛爾蘭語在十九世紀因爱尔兰大饥荒及愛爾蘭大離散等事件加劇式微，但蓋爾文同盟於1893年成立以保護、推廣愛爾蘭語（愛爾蘭蓋爾語）的使用，德格拉斯·海德是首任主席。
愛爾蘭獨立後，標準愛爾蘭語（書面語）於1958年首次出版，包含1945—1947年頒布的簡化拼字法，和1953年出版的標準文法。1972年RTÉ愛爾蘭語區電台成立，1996年愛爾蘭語電視台（Teilifís na Gaeilge，今TG4）開台。
1972年愛爾蘭國只有11所小學 (primary school) 等級、5所中學 (secondary school) 等級的愛爾蘭語學校，但2016年9月增為171所愛爾蘭語小學和7個愛爾蘭語小學級的單元(unit)，有四萬以上學生入學；愛爾蘭語中學 (Gaelcholáiste) 有31所、17個中學級愛爾蘭語單元，逾11000名學生入學，在愛爾蘭語區外。愛爾蘭共和國憲法也規定英文版和愛爾蘭語版有衝突時，以愛爾蘭語為準。
目前以愛爾蘭語為第二語言的愛爾蘭人約有一百萬人，接近該國人口的20%。並且都市使用者明顯增加，特別是首都都柏林。這個語言使用群體，受描述為異質但龐大，成員受過完全教育，多為中產階級，過著文化上活躍的生活，且被連結到以愛爾蘭語授課的非主流學校。
然而，愛爾蘭語語母語使用者只有14萬人，且鄉間的愛爾蘭語區對愛爾蘭語的使用有普遍性的衰退。據愛爾蘭語區機構預測，最晚在2025年，愛爾蘭語將不再是各愛爾蘭語區的主要語言。

### 東亞

#### 香港
由於1880年，國際聾人教育會議廢除手語教學，認為它會妨礙聾人融入社會。自此130多年，手語都被遏制。直到2011年，有網站將香港手語列入瀕危語言，僅剩9,000個使用者。慈善機構龍耳推廣「兩文四語」，兩文為中文和英文，四語為粵語、英語、普通話和香港手語，也促請香港政府增撥資源支持手語教育。此外，培訓了10位以手語作為母語的聾人，擔任手語導師，並提供手語班，也推出以香港手語為本的網上電視頻道「龍耳電視」，不但為聽覺有困難人士提供無障礙的社會，也籍此希望挽救香港手語的瀕危語言。

#### 臺灣
從台灣日治時期到民國政府統治時期，臺灣的各種非官方語言就一直遭到國語運動（先後推行日語、華語等官方語言）之政策打壓。在1985年所公佈，彈壓公共場所使用本土語言的《語文法》取消立法後，1988年臺灣發起還我母語運動，爭取多元語言政策、修改《廣電法》對地方漢語的限制，甚至爭取新聞節目。 1990年代開始，隨著臺灣自主意識脫離政治暗流，以及鄉土熱心人士尋找自身語言學標識，以期擺脫30年代國民政府所頒布的基於官話口音的國語標準，中華民國政府開始推廣弱勢語言，包括臺灣原住民族諸語（排灣語、阿美語、泰雅語、魯凱語等）以及國語以外之臺灣漢語（台語、客語），具體措施包括立法奠定語言平等法案、在學校教授傳承語，意即本土語言、新住民之東南亞語言等。

#### 琉球
自琉球國滅亡、琉球被併入日本後，琉球語被視為方言，受到打壓。至近年學校才恢復教授琉球語。

## 延伸閱讀
- Grenoble, L. A. and Whaley, L. J. (1998). Endangered Languages: Language Loss and Community Response. Cambridge University Press. (ISBN 0-521-59712-9)
- Nettle, D. and Romaine, S. (2000). Vanishing Voices. Oxford University Press. (ISBN 0-19-515246-8)
- Reyhner, J. (ed.) (1999). Revitalizing indigenous languages. Flagstaff, AZ : Northern Arizona University, Center for Excellence in Education. (ISBN 0-9670554-0-7)
- 诸葛漫 Zuckermann, Ghil'ad; Walsh, Michael.  (PDF). Australian Journal of Linguistics. 2011, 31: 111–127  [2018-06-24]. （原始内容存档 (PDF)于2018-09-28）.
- James Griffiths (2021). Speak Not: Empire, Identity and the Politics of Language. Bloomsbury. (ISBN 9781786999665)

## 參閱
- 絕跡語言
- 語言政策
- 瀕危語言基金會（英语：Endangered Language Fund）
- 霍金斯研究室（英语：Haskins Laboratories）
- 語言開放典藏社群（英语：OLAC）

## 外部連結
- Onkwehonwe.com Endangered Language ChatBots, develops and hosts endangered language bots that send translations to any communication device including computers, phones, mobile devices, talking toys, and more.
- Schola, Latin Language revival network
- Hans Rausing Endangered Languages Project （页面存档备份，存于）
- Cajun Ethnicity and the Intergenerational Transmission of Louisiana French （页面存档备份，存于）
- Society to Advance Indigenous Vernaculars of the United States （页面存档备份，存于）